# بارسلون دو ژرس
بارسلون دو ژرس (به فرانسوی: Barcelonne-du-Gers) یک کمون (فرانسه) در فرانسه است که در canton of Riscle واقع شده‌است. بارسلون دو ژرس ۲۰٫۲۹ کیلومتر مربع مساحت دارد.